# Cupcake e Dino - I tuttofare
Cupcake e Dino - I tuttofare (Cupcake & Dino: General Services o Cupcake e Dino: Serviços Gerais) è una serie animata brasiliano-canadese creata da Pedro Eboli.
La serie è stata trasmessa per la prima volta in Brasile su Disney XD dal 27 luglio 2018 al 3 maggio 2019, per un totale di 26 episodi (e 52 segmenti) ripartiti su due stagioni.
La serie è stata sviluppata da Pedro Eboli (creatore di Oswaldo) e contiene un minuscolo cupcake e il suo fratello gigante di dinosauri mentre si sforzano di farsi un nome nel competitivo business dei Servizi Generali.

## Trama
Due fratelli, Cupcake e Dinosauro, lavorano in un minimarket a conduzione familiare e si dilettano a fare lavoretti di tutti i tipi per aiutare i concittadini. Con la loro esuberanza, semplicità e simpatia riescono a divertire piccoli e adulti.

## Personaggi e doppiatori

### Personaggi principali
- Cupcake B. Goody, voce originale di Justin Collette, italiana di Oreste Baldini.
- Dinosauro Carol Goody, voce originale di Mark Little, italiana di Gabriele Lopez.

### Personaggi ricorrenti
- Hugo, voce originale di Mark Forward, italiana di Simone Veltroni.
- Chance Goody, voce originale di Kyle Dooley, italiana di Pieraldo Ferrante.
- Vicky, voce originale di Julie Sype, italiana di Enrica Fieno.
- Nonna Steak, voce originale di Julie Lemieux, italiana di Marta Altinier.
- Peetree Gluck il Terzo, voce originale di Joris Jarsky, italiana di Riccardo Scarafoni.
- Sneaky Stan, voce originale di Kyle Dooley, italiana di Alberto Bognanni.
- Detective Ape (in originale: Officer Bees), voce originale di Kayla Lorette, italiana di Germana Savo.